# لا ديغو
 لا ديغو  (بالإنجليزية: La Digue) هي ثالث جزر سيشل من حيث عدد السكان، وتقع في المحيط الهندي بالقرب من شاطيء أفريقيا.

وهي أكبر جزر سيشل سكانا. تقع جزيرة لا ديغو شرقا بالنسبة لجزيرة براسلين وغرب جزيرة «فيليستي أيلاند». الجزيرة من صخور الجرانيت وتعد رابع جزيرة في سيشيل جرانيتية بعد ماهيه وبراسلين و «سلويته أيلاند». صخور الجرانيت على شواطيء سيشيل هي ما يميزها عن غيرها جمالا حيث هي صخور ضخمة ملساء، تتخذ صورة الأفيال وفرس البحر فوق رمال الشاطيء الناعمة؛ فريدة في كل العالم.
يسكن لاديغو  نحو 2000 من السكان يعيش أغلبهم في قرى على الساحل الغربي. تربطهم معديات بحرية بالجزر الأخرى لسيشل وأهمها ماهيه ولا يونيون وبراسلين. ولا يوجد مطار في لا ديغو. فإذا أراد سائح زيارتها من خارج سيشل فعليه الطيران إلى فيكتوريا عاصمة سيشل ومنها إلى لاديغو مارا ببراسلين.
تبلغ مساحة لا ديغو  نحو 10 كيلومترا مربعا، مما يتيح للسياح التحرك فيها بالدراجات أو الاستمتاع بالتجوال عليها.

## المناخ
تقع جزيرة لا ديغو بالقرب من خط الاستواء ولهذا فمناخها استوائي؛ حيث نسبة الرطوبة عالية طوال العام وتتغير درجة الحرارة بين 25 إلى 30 درجة مئوية. وتسود رياح المونسون الآتية من الغرب الطقس. يأتي رياح المونسون الشمالية الغربية بهواء معبأ بالرطوبة بين شهري نوفمبر وأبريل وتسقط الأمطار. اما رياح المونسون الجنوبية الغربية فتأتي برياح شديدة جافة
بين شهري مايو إلى أكتوبر. في هذا الفصل تشتد أمواج البحر.
تقع لا ديغو مثلها كمثل الجزيرتين الكبيرتين الأخريين في منطقة بعيدة عن الأعاصير الاستوائية. ولكن بين الحين والآخر قد ـايتي عليها رياح شديدة وأعاصير. ونظرا لعدم وجود جبال مرتفعة في لا ديغو فمن النادر أن تمطر السحب عليها. ويبلغ كمية الأمطار السنوية عليها نحو 1620 مليمتر، أقل بكثير مما يسقط على ماهيه، ولهذا تعتمد الزراعة في لا ديغو على الآبار..

الشواطيء
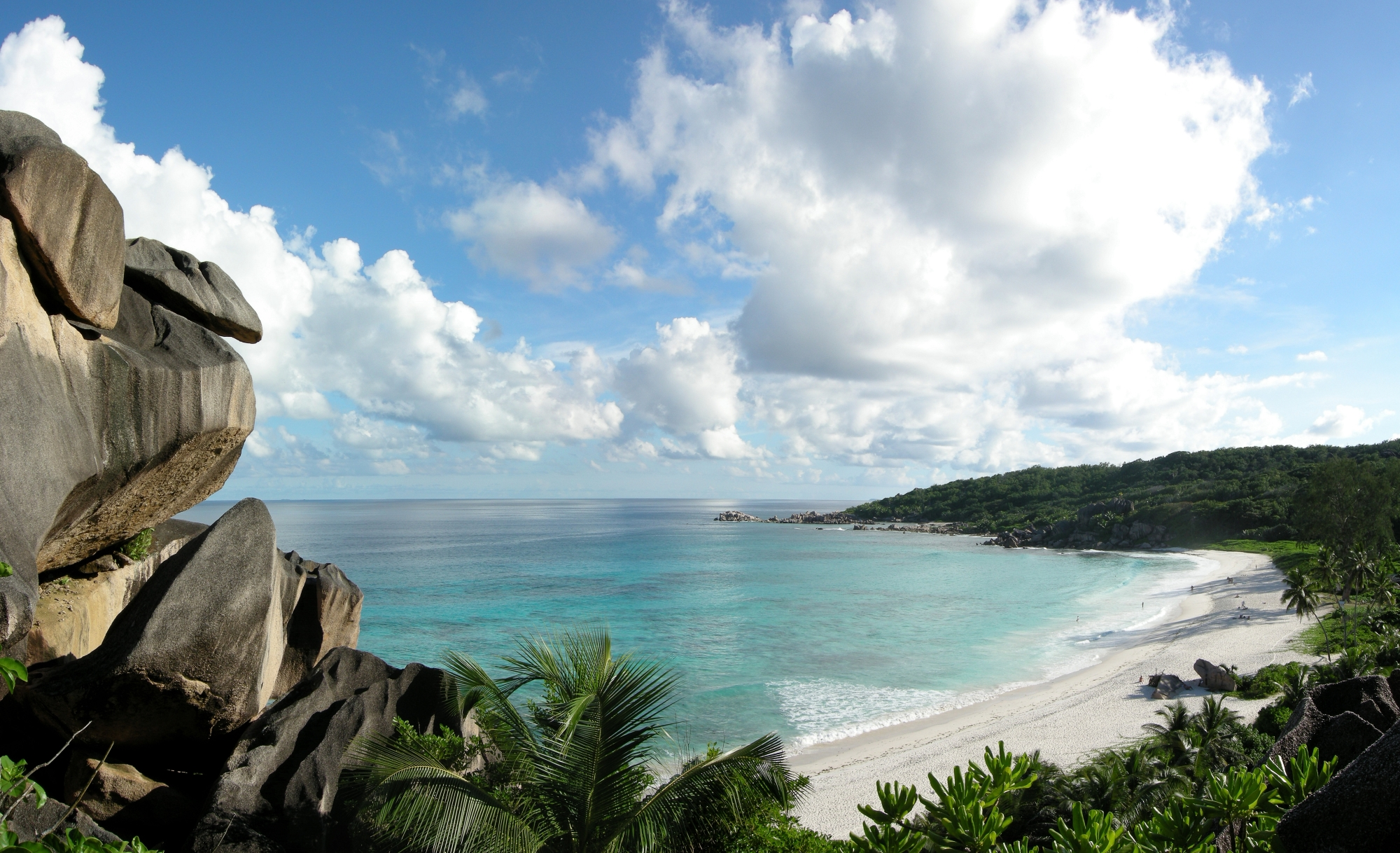
شاطيء غراند آنس
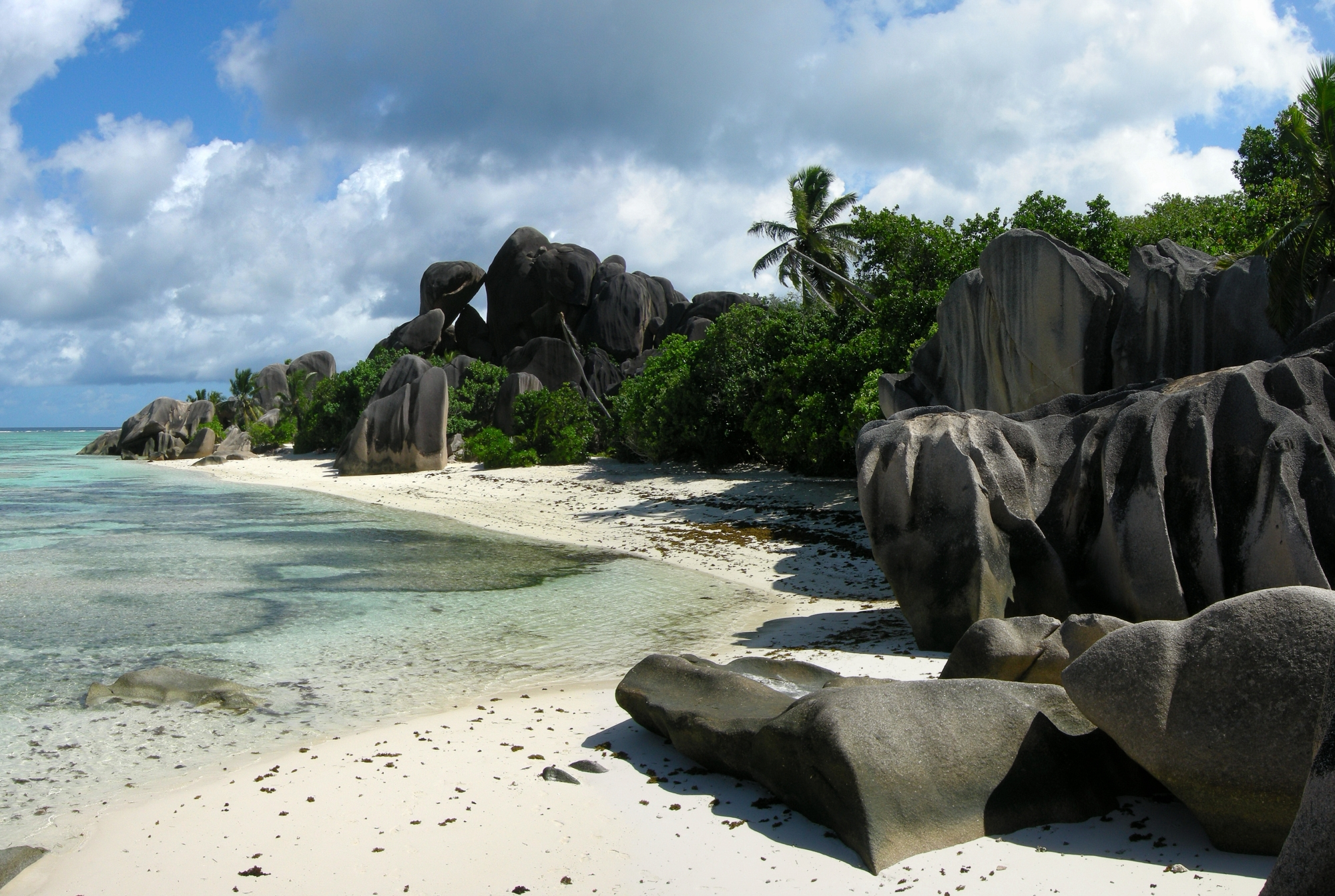
شاطيء أنس سورس دارجانت
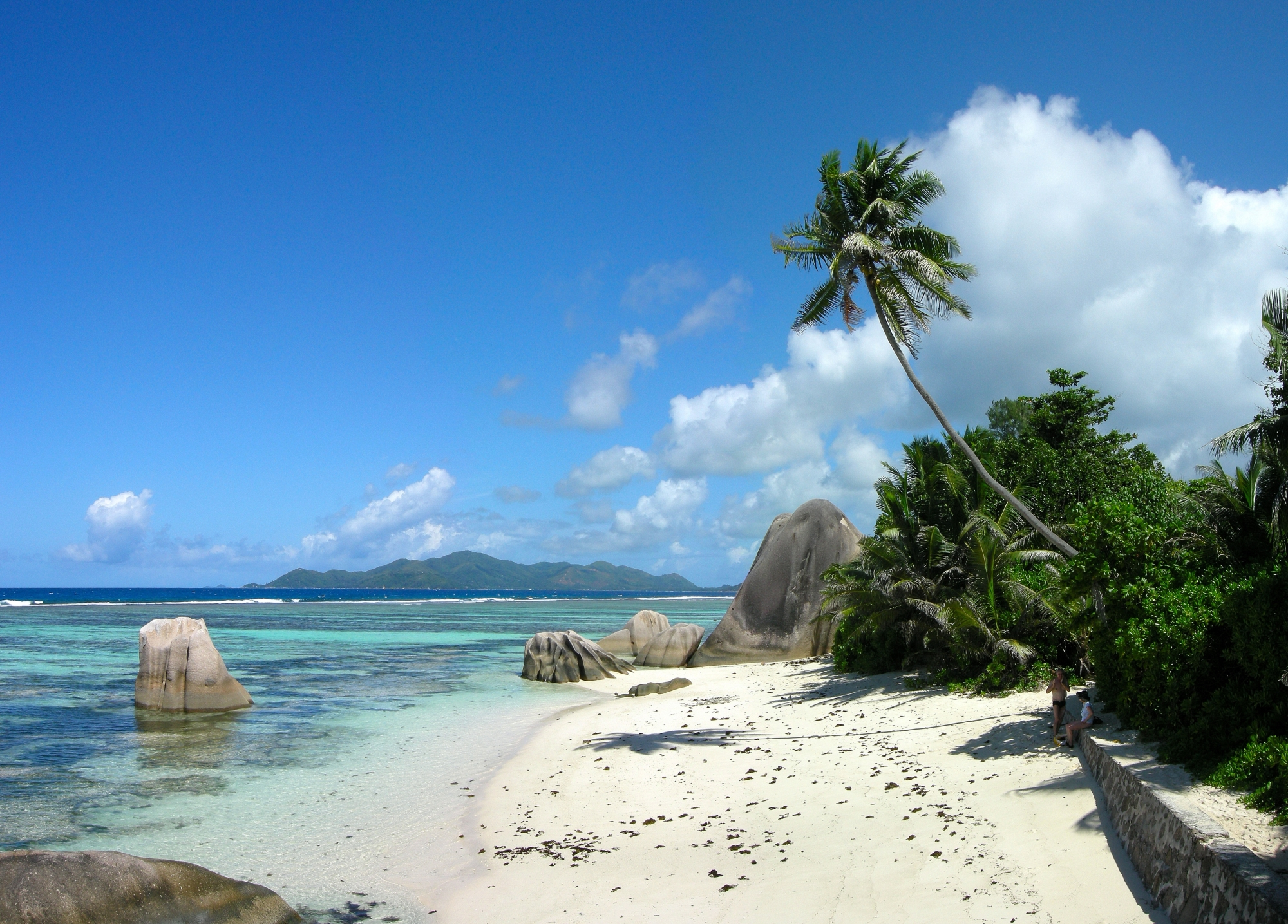
آنس سورس دارجانت
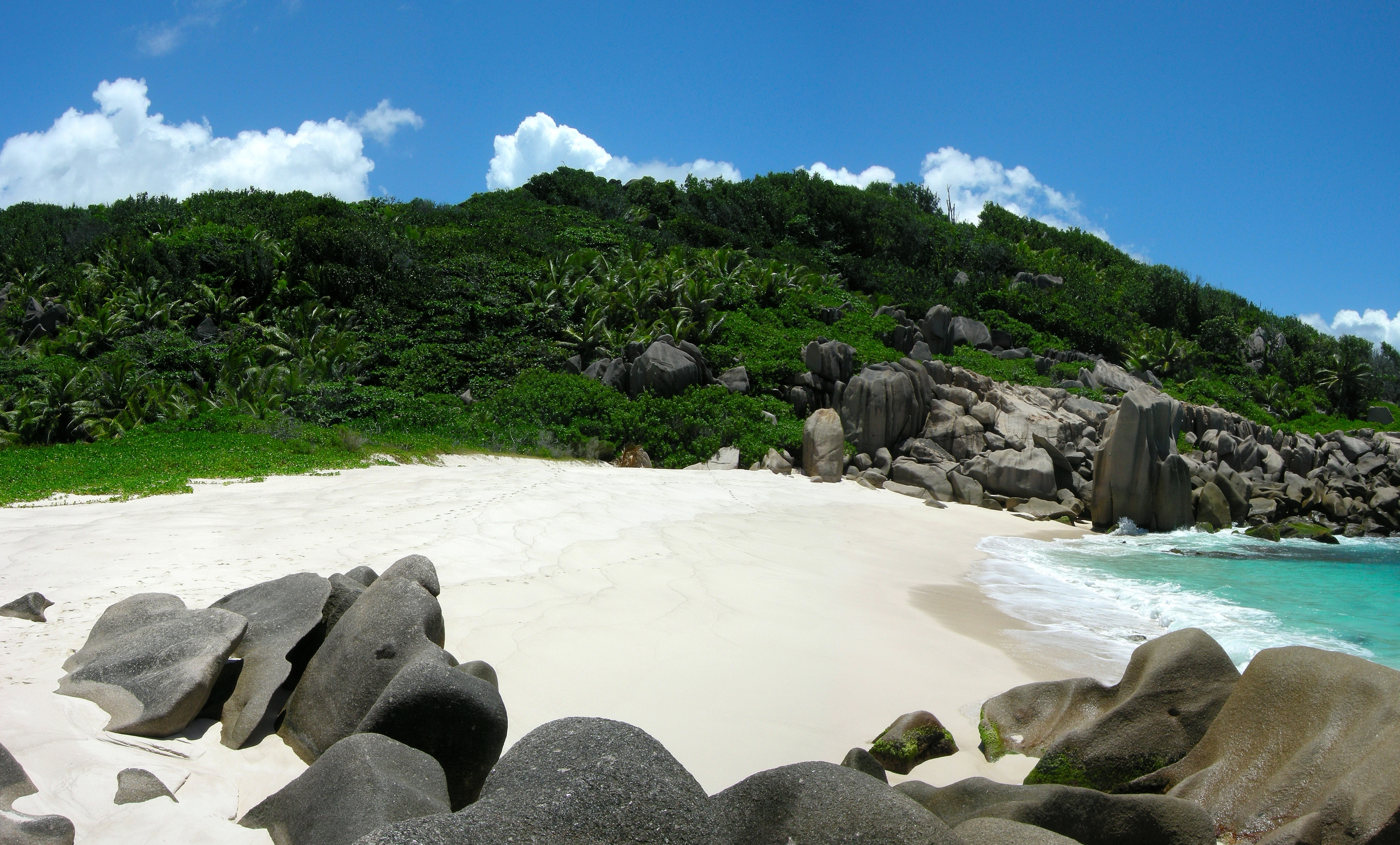
شاطيء آنس مارون
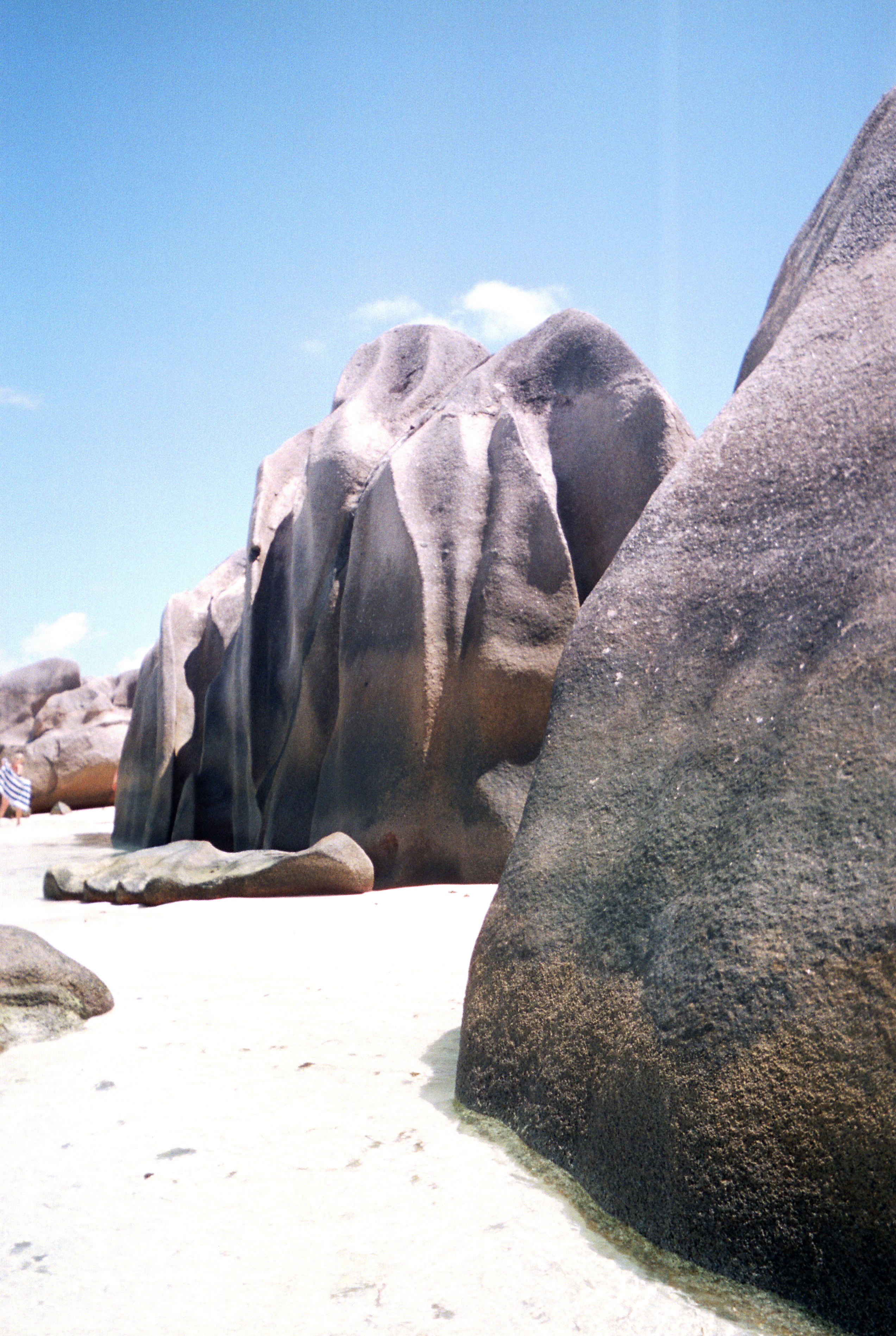
صخور الجرانيت في آنس سورس دارجانت.
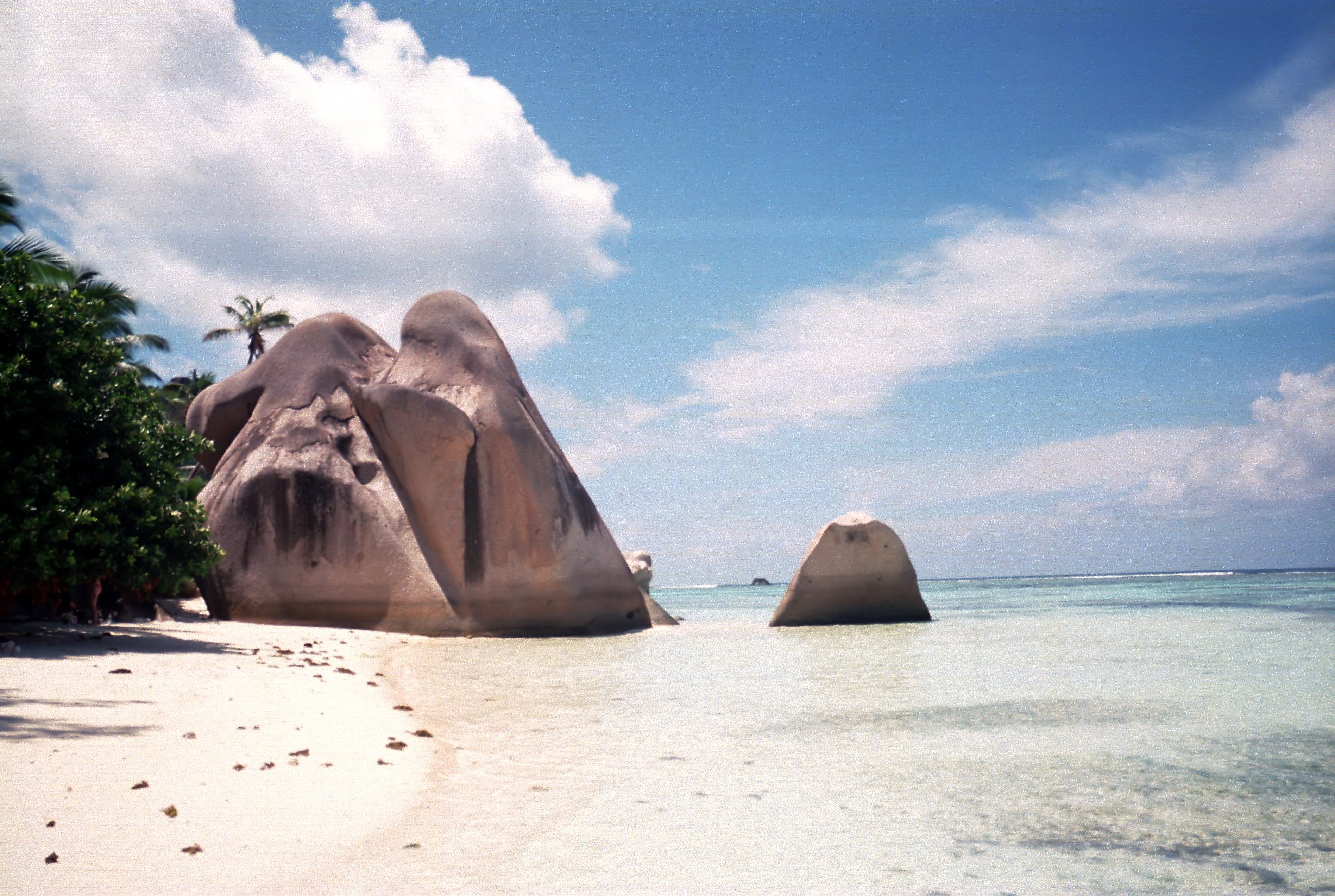
آنس سورس دارجانت
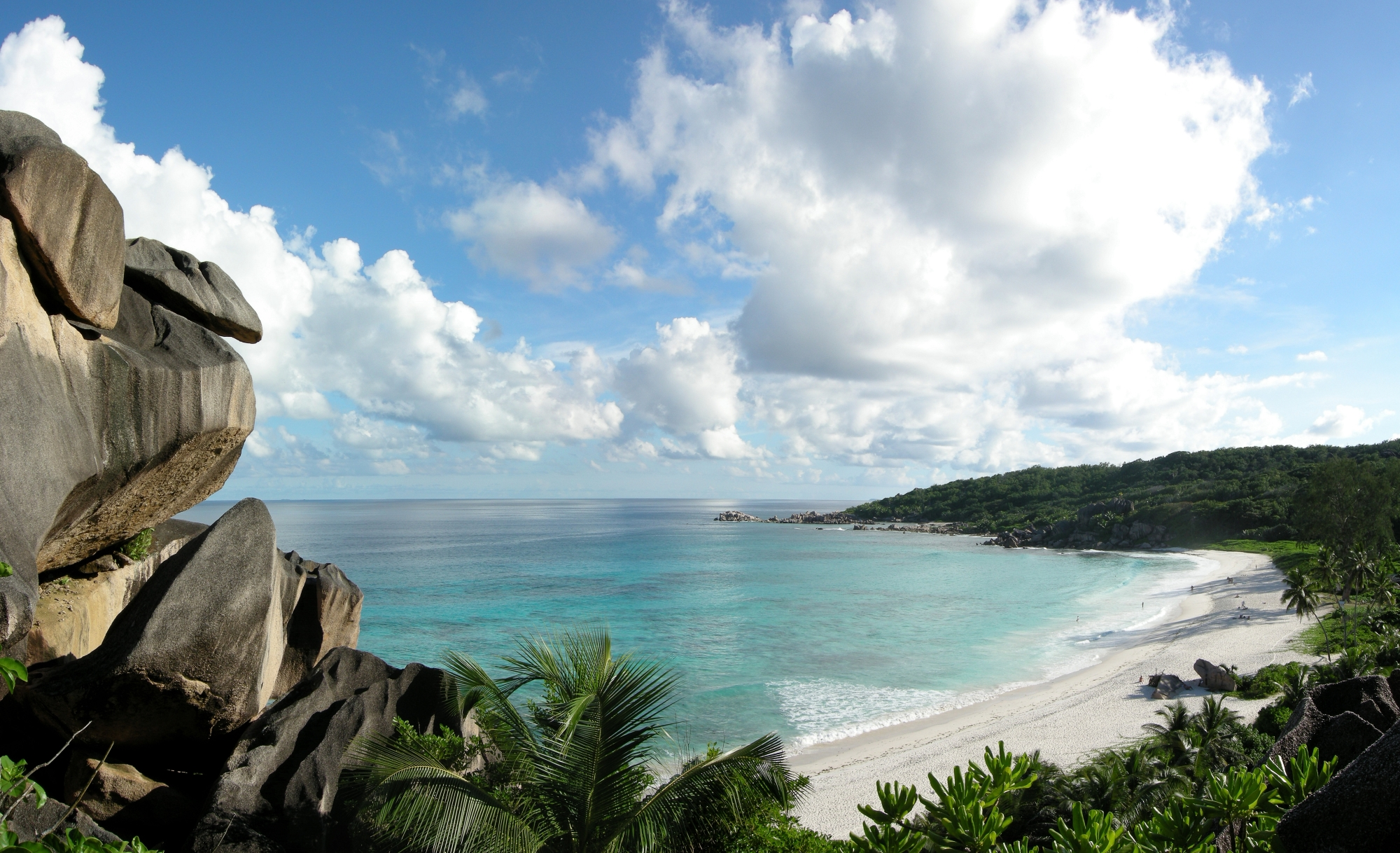
غراند آنس
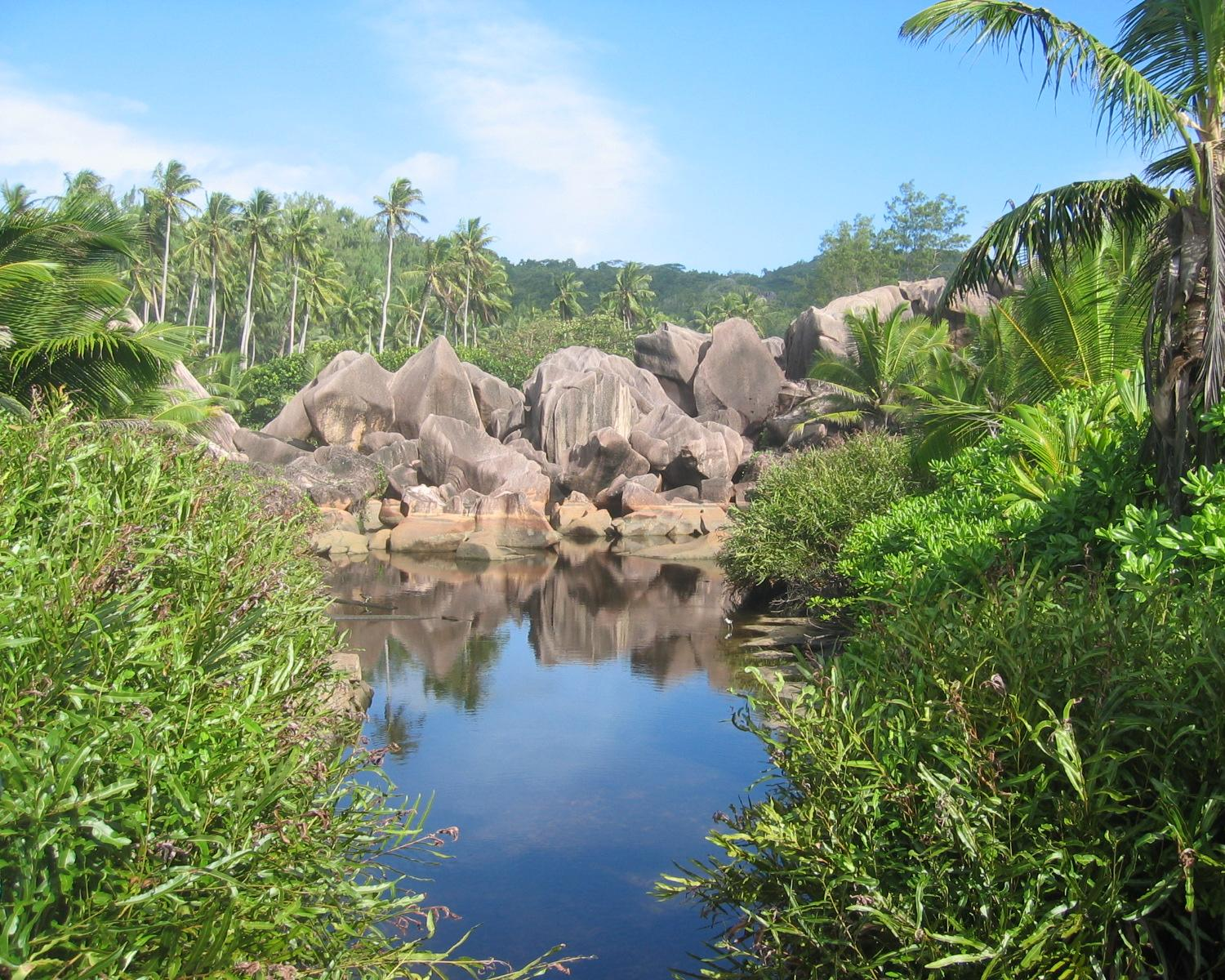
لاديغو
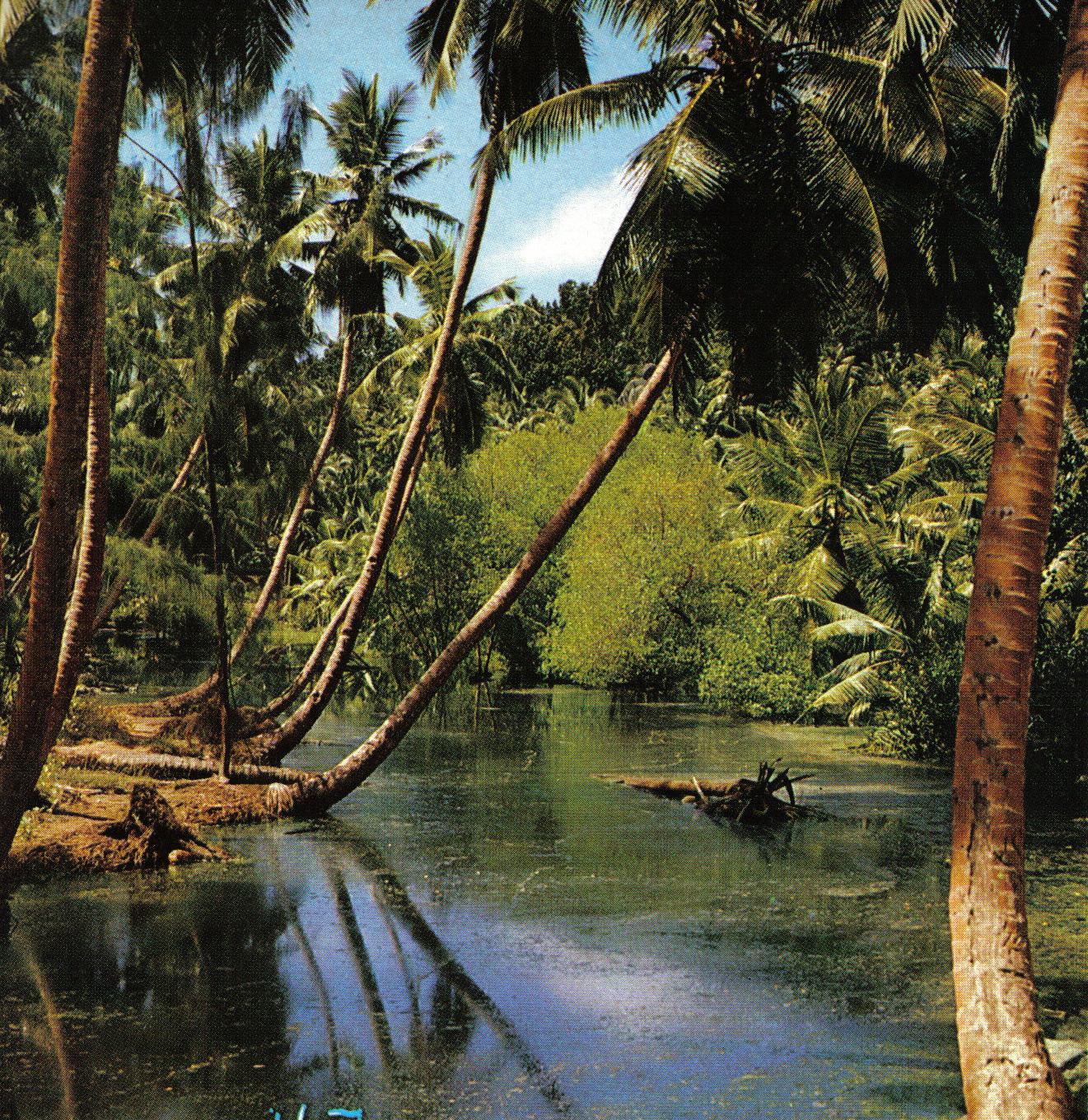
Una palude tropicale a La Digue
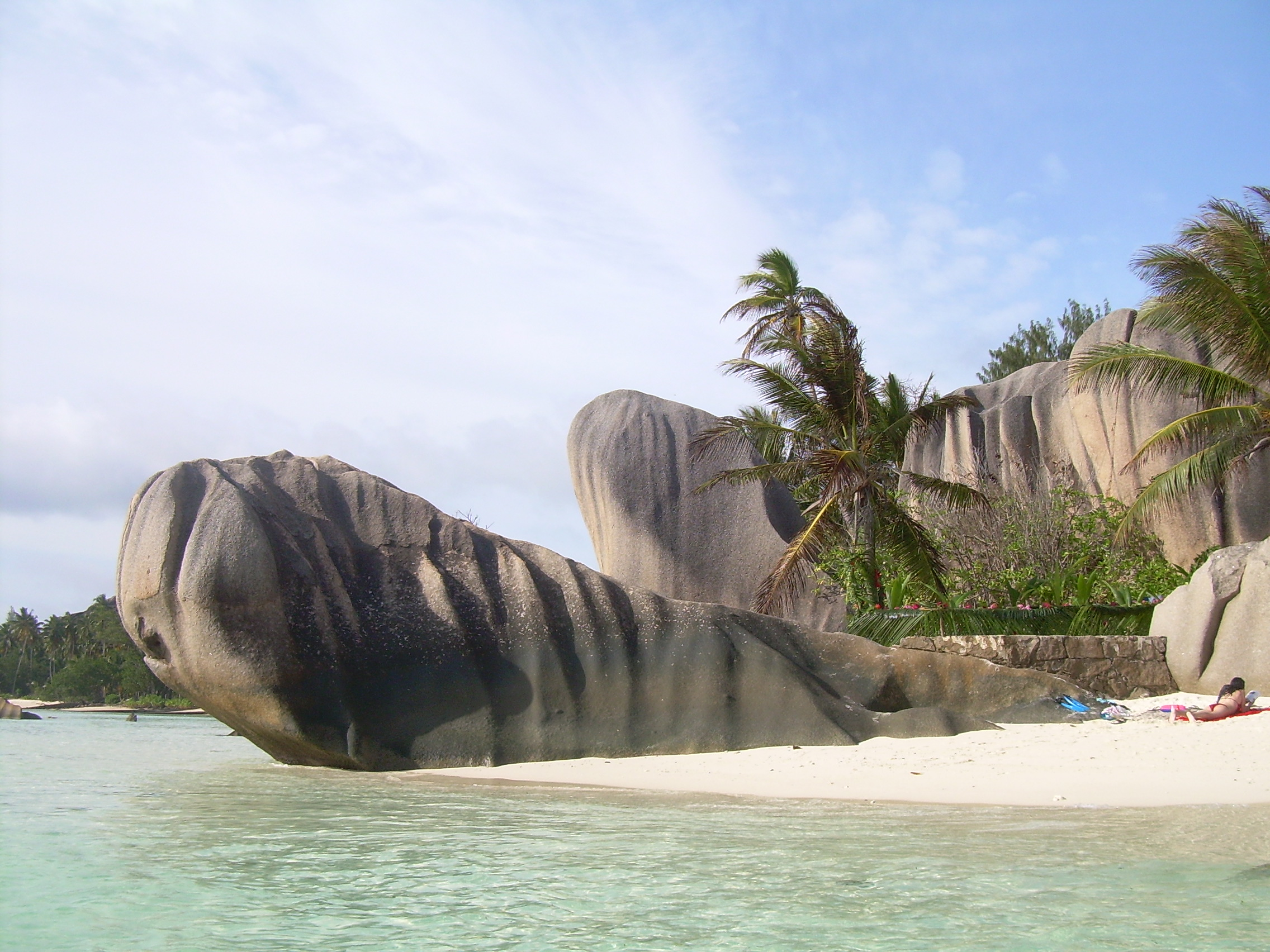
Anse Source d'Argent
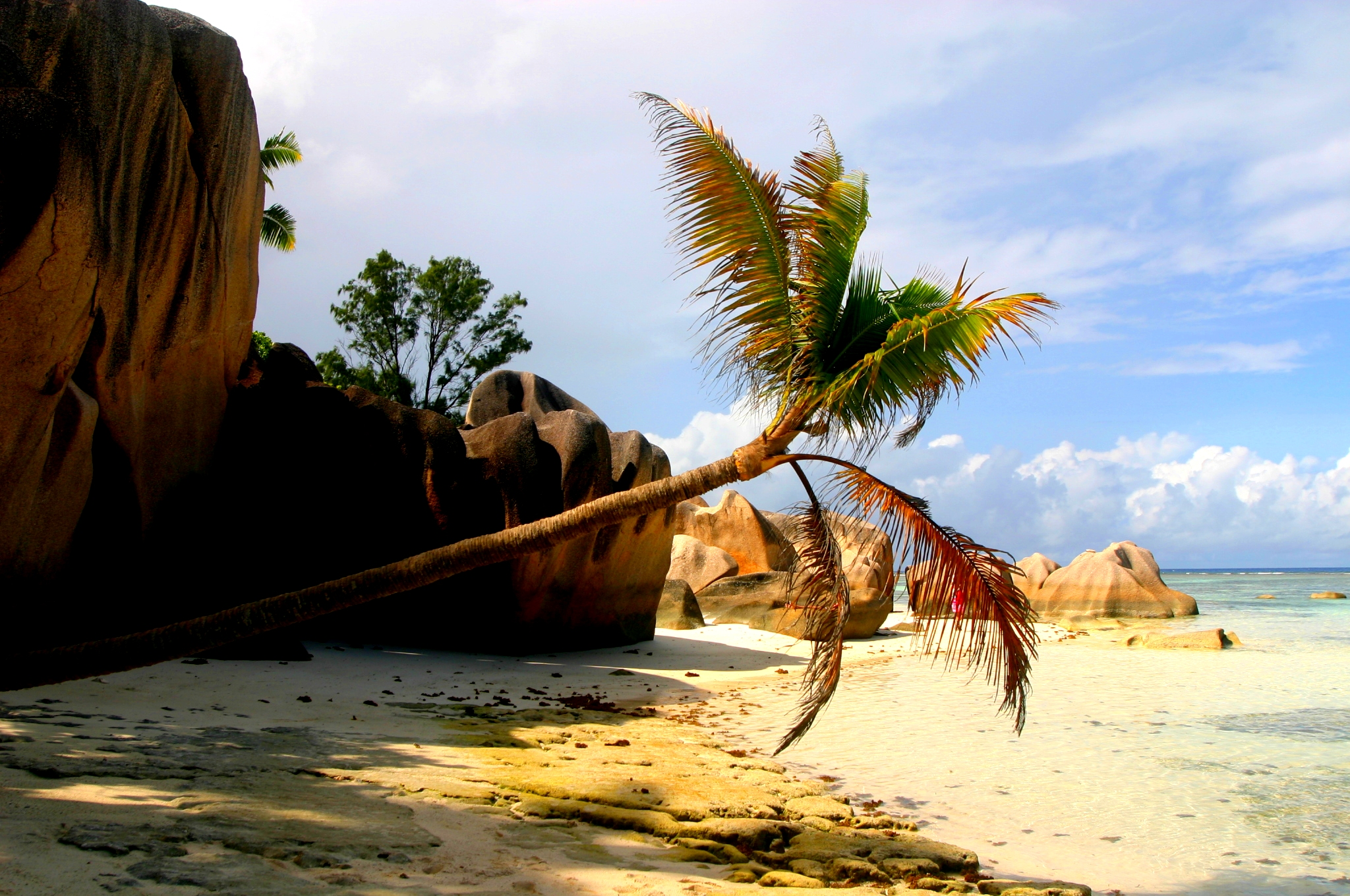
لاديغو

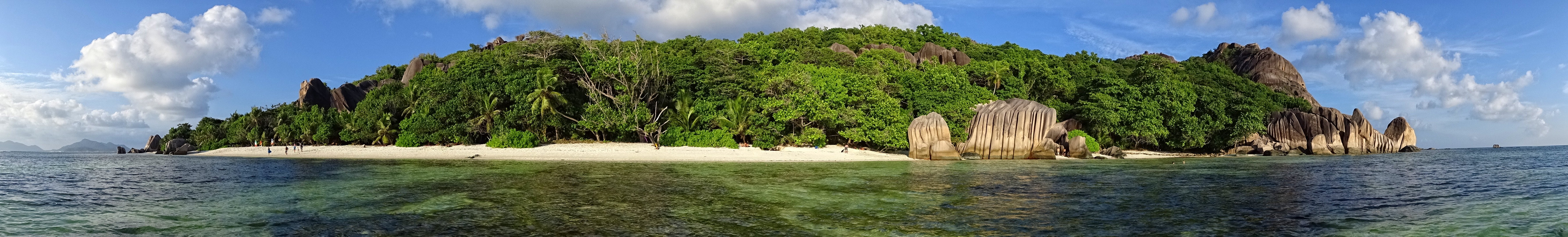
شاطيء "آنس سورس دارجانت " وتحيطه صخور الجرانيت، يناير بعد الطهر من عام 2015.

أجمل أوقات رؤية الشواطيء بما فيها من صخور الجرانيت في أشكال الأفيال، في الساعة العاشرة صباحا حيث تغطي المياه المحيط الهندي تلك الصخور معظم اليوم. وتنزاح المياه عنها في العاشرة صباحا فيظهر جمال هذه الشواطيء وما فيها من صخور فريدة الأشكال.

## وصلات خارجية
- Official La Digue Island Guide نسخة محفوظة 24 سبتمبر 2015 على موقع واي باك مشين.
- National Bureau of Statistics نسخة محفوظة 5 مايو 2012 على موقع واي باك مشين.

## اقرأ أيضًا
- سيشل
- براسلين
- ماهيه
- جزر القمر